# Jorge Ureña
Jorge Ureña Andreu (* 8. Oktober 1993 in Onil, Provinz Alicante) ist ein spanischer Leichtathlet, der sich auf den Zehnkampf spezialisiert hat. Sein bislang größter sportlicher Erfolg stellt der Sieg bei den Halleneuropameisterschaften 2019 im Siebenkampf dar.

## Sportliche Laufbahn
Ureña nimmt seit 2010 an Wettkämpfen im Mehrkampf teil, zunächst auf nationaler Ebene, wo er in der Jugend mehrere spanische Meistertitel und weitere Medaillen in der Halle und unter Freiluft errang.
Ab 2012 nahm er auch an internationalen Wettkämpfen teil. So trat er bei den U20-Weltmeisterschaften in Barcelona im Zehnkampf an, den er auf dem 20. Platz beendete. Zwei Jahre später gewann er bei den Ibero-Amerikanischen-Meisterschaften in São Paulo die Silbermedaille. 2015 nahm er erstmals an Meisterschaften im Erwachsenenbereich teil. Bei den Halleneuropameisterschaften in Prag beendete er den Siebenkampf auf dem siebten Platz. Später im Sommer gewann er bei den U23-Europameisterschaften in Tallinn mit 7983 Punkten die Silbermedaille. Er verbesserte seine Bestleistung aus dem Jahr 2014 um mehr als 300 Punkte. Bei den Weltmeisterschaften in Peking blieb er deutlich unter seiner Leistung von den Junioreneuropameisterschaften und landete am Ende auf dem 21. Platz.
2016 konnte er sowohl bei den Hallenweltmeisterschaften, als auch bei den Europameisterschaften, die Wettbewerbe jeweils nicht abschließen, verbesserte dennoch etwas seine Bestleistung bei einem Wettkampf im Mai des Jahres. 2017 konnte Ureña erstmals bei internationalen Meisterschaften im Erwachsenenbereich im Siebenkampf eine Medaille gewinnen. Dies gelang ihm mit der Silbermedaille bei den Halleneuropameisterschaften in Belgrad. Anschließend trat er im Sommer auch bei den Weltmeisterschaften an. Dort verbesserte er seine Bestleistung im Zehnkampf aus dem Jahr 2016 um mehr als 120 Punkte auf 8125 Punkte, die bis heute als seine Bestleistung Bestand haben. Mit dieser Punktzahl kam er auf dem neunten Rang ein.
2018 blieb er bei den Europameisterschaften in Berlin deutlich unter seiner Bestleistung und wurde am Ende 16. 2019 errang er mit dem Sieg bei den Halleneuropameisterschaften in Glasgow seinen bislang größten sportlichen Erfolg. Insgesamt kam er auf eine Punktzahl von 6218 Punkten und blieb dabei knapp unter seiner persönlichen Bestzahl von 6249 Punkten aus dem Jahr 2017, die bis heute spanischen Rekord im Siebenkampf bedeuten. 2021 trat er im März zur Titelverteidigung bei den Halleneuropameisterschaften im polnischen Toruń an. Am Ende konnte er die Silbermedaille hinter dem Franzosen Kevin Mayer gewinnen. Ende Mai absolvierte Ureña in Alhama de Murcia einen Zehnkampf und erreichte dabei mit 8209 eine neue persönliche Bestpunktzahl. Damit qualifizierte er sich zum ersten Mal für die Olympischen Sommerspiele. In Tokio ging er Anfang August an den Start. Im Laufe der beiden Wettkampftage stellte er in drei Teildisziplinen neue Bestleistungen auf und landete am Ende mit 8322 Punkten auf dem neunten Platz. 2023 nahm Ureña in Istanbul zum insgesamt vierten Mal an den Halleneuropameisterschaften an. Nachdem er zuvor bereits drei Medaillen gewinnen konnte, landete er diesmal auf dem fünften Platz im Siebenkampf.

## Wichtige Wettbewerbe
| Jahr                | Veranstaltung               | Ort                 | Platz               | Disziplin           | Punktzahl           |
| Startet für Spanien | Startet für Spanien         | Startet für Spanien | Startet für Spanien | Startet für Spanien | Startet für Spanien |
| ------------------- | --------------------------- | ------------------- | ------------------- | ------------------- | ------------------- |
| 2012                | U20-Weltmeisterschaften     | Barcelona           | 20.                 | Zehnkampf           | 6937 Punkte         |
| 2015                | Halleneuropameisterschaften | Prag                | 7.                  | Siebenkampf         | 5941 Punkte         |
| 2015                | U23-Europameisterschaften   | Tallinn             | 2.                  | Zehnkampf           | 7983 Punkte         |
| 2015                | Weltmeisterschaften         | Peking              | 21.                 | Zehnkampf           | 6858 Punkte         |
| 2017                | Halleneuropameisterschaften | Belgrad             | 2.                  | Siebenkampf         | 6227 Punkte         |
| 2017                | Weltmeisterschaften         | London              | 9.                  | Zehnkampf           | 8125 Punkte         |
| 2018                | Europameisterschaften       | Berlin              | 16.                 | Zehnkampf           | 7208 Punkte         |
| 2019                | Halleneuropameisterschaften | Glasgow             | 1.                  | Siebenkampf         | 6218 Punkte         |
| 2021                | Halleneuropameisterschaften | Toruń               | 2.                  | Siebenkampf         | 6158 Punkte         |
| 2021                | Olympische Sommerspiele     | Tokio               | 9.                  | Zehnkampf           | 8322 Punkte         |
| 2023                | Halleneuropameisterschaften | Istanbul            | 5.                  | Siebenkampf         | 5966 Punkte         |

## Persönliche Bestleistungen
Freiluft
- 100 Meter: 10,66 s, 4. August 2021, Tokio
- Weitsprung: 7,59 m, 22. Mai 2021, Alhama de Murcia
- Kugelstoßen: 14,50 m, 22. Mai 2021, Alhama de Murcia
- Hochsprung: 2,09 m, 31. August 2019, La Nucia
- 400 m: 48,00 s, 4. August 2021, Tokio
- 110 m Hürden: 13,88 s, 7. Juli 2019, Lutsk
- Diskuswurf: 43,79 m, 5. August 2021, Tokio
- Stabhochsprung: 5,10 m, 4. August 2019, Soria
- Speerwurf: 64,02 m, 7. Juni 2015, Arona
- 1500 m: 4:24,12 min, 2. Juli 2017, Monzón
- Zehnkampf: 8322 Punkte, 5. August 2021, Tokio

Halle
- 60 m: 6,79 s, 17. Februar 2023, Madrid
- Weitsprung: 7,73 m, 16. Februar 2019, Antequera
- Kugelstoßen: 14,68 m, 2. März 2019, Glasgow
- Hochsprung: 2,11 m, 29. Februar 2020, Ourense
- 60 m Hürden: 7,78 s, 5. März 2017, Belgrad
- Stabhochsprung: 5,02 m, 31. Januar 2016, Reims
- 1000 m: 2:40,06 min, 22. Februar 2015, Antequera
- Siebenkampf: 6249 Punkte, 29. Januar 2017, Prag, (spanischer Rekord)